# Понятовска, Элена
Эле́н Элизабе́т Луи́з Амели́ Пола́ Долоре́с Понятовска́ Амор (фр. Hélène Elizabeth Louise Amélie Paula Dolores Poniatowska Amor, или Эле́на Понято́вска исп. Elena Poniatowska; род. 19 мая 1932, Париж) — мексиканская писательница, журналистка, общественно-политическая активистка левого толка.

## Биография
Отец — князь Jean Joseph Evremond Sperry Poniatowski, праправнук Станислава Понятовского, племянника последнего польского короля Станислава II Августа Понятовского. Среди предков Элены Понятовской (по линии прапрабабушки отца) — французский король Людовик XV, представители французской аристократии, политические и государственные деятели Франции. Мать — французского происхождения, принадлежала к мексиканской знати.
В 1940 году, во время Второй мировой войны, семья бежала из Парижа на юг страны, в т. н. «Свободную зону» Франции. Когда Германия окончательно ликвидировала т. н. «Свободную зону» Франции в 1942 году, семья покинула Европу, и обосновалась в Мехико. В 1943—1953 годах Элена училась в США, однако так никогда и не получила высшего образования, ограничившись средним. По возвращении в Мексику, освоила слепой метод печати, и занялась журналистикой и литературой. Также сняла несколько короткометражных фильмов (о Хуане де ла Крус, Хосе Клементе Ороско). В 2019 году посмертно обвинила Хуана Хосе Арреолу в изнасиловании, совершённом им в 1954 году.
Элена Понятовска проживает в Мехико, район Альваро Обрегон, интерьер дома украшен картинами Франсиско Толедо и фотографиями родных. Хранит большую частную библиотеку, отказывается  иметь в доме прислугу, занимается оплатой счетов, походами по магазинам, приготовлением пищи и уборкой самостоятельно.

## Творчество
Её романы соединяют художественный вымысел с журналистским расследованием. Так написаны её наиболее известные книги «Ночь в Тлателолько» (1971, о кровавой расправе мексиканских властей со студенческими демонстрациями на фоне Олимпийских игр в Мехико 1968), «Тиниссима» (1992, о Тине Модотти), Леонора (2011, о Леоноре Каррингтон) и др. В 2017 году приняла участие в испанском дубляже анимационного фильма Disney Pixar «Тайна Коко», в котором озвучила бабушку Коко.

## Политическая активность
В 1994 году взяла интервью у субкоманданте Маркоса. На национальных президентских выборах 2006 года активно поддерживала кандидата от Революционно-демократической партии Андреса Мануэля Лопеса Обрадора. В июле того же года выступила с осуждением израильских бомбардировок Ливана (Вторая ливанская война).

## Книги
- 1954: Lilus Kikus (роман с элементами автобиографии, иллюстрации Леоноры Каррингтон)
- 1956: Melés y Teleo. Apuntes para una comedia
- 1961: Palabras cruzadas. Crónicas
- 1963: Todo empezó el domingo
- 1969: Hasta no verte, Jesús mío
- 1971: La noche de Tlatelolco. Testimonios de historia oral
- 1978: Querido Diego, te abraza Quiela (роман о Диего Ривере)
- 1979: De noche vienes
- 1979: Gaby Brimmer
- 1980: Fuerte es el silencio
- 1982: Domingo 7
- 1982: El último guajolote
- 1988: La « Flor de Lis» (автобиографический роман)
- 1988: Nada, nadie. Las voces del temblor (хроника землетрясения в Мехико, 1985)
- 1992: Tinísima
- 1994: Luz y luna, las lunitas
- 1996: Paseo de la reforma
- 1998: Octavio Paz, las palabras del árbol (об Октавио Пасе)
- 1999: Las soldaderas (о женщинах Мексиканской революции)
- 2000: Las mil y una… La herida de Paulina
- 2000: Juan Soriano. Niño de mil años (о мексиканском художнике и скульпторе Хуане Сориано)
- 2000: Las siete cabritas
- 2001: Mariana Yampolsky y la buganvillia (о мексиканской фотохудожнице Мариане Ямпольски)
- 2001: La piel del cielo (роман)
- 2003: Tlapalería (новеллы)
- 2006: El tren pasa primero (роман о забастовках железнодорожников и из руководителе Деметрио Вальехо)
- 2007: Amanecer en el Zócalo. Los 50 días que confrontaron a México (хроника)
- 2008: Jardín de Francia
- 2011: Leonora (биография Леоноры Каррингтон, премия Библиотеки Бреве)
- 2013: El universo o nada. Biografía del estrellero Guillermo Haro (2013)
- 2015: Dos veces unica (о мексиканской писательнице Гуадалупе Марин, второй жене Диего Риверы)

## Признание
Книги Понятовской переведены на основные европейские языки. Ей присуждены премия Хавьера Вильуррутьи (1971), Национальная премия по журналистике (1979), премия Альфагуара (2001), премия Ромуло Гальегоса (2007), орден Почётного легиона (2004), Премия Сервантеса (2013). Она — почётный доктор Национального независимого университета в Мехико (2001) и других университетов Мексики и США, почётный доктор Университета Париж VIII (2011). В 2007 году мексиканским правительством учреждена Международная поэтическая премия Элены Понятовской.
19 мая 2022 года во Дворце изящных искусств в Мехико состоялось государственное празднование 90-летнего юбилея, организованное Министерством культуры Мексики и Правительством города Мехико. В торжественном зале писательницу приветствовали министр культуры Алехандра Фраусто, министр иностранных дел Марсело Эбрард, министр внутренних дел Адам Аугусто Лопес Эрнандес, директор Государственной системы общественного вещания Мексики Хенаро Вильямиль, глава правительства города Мехико Клаудиа Шейнбаум, журналистки Бланш Петрич и Паула Монако, общественные деятели Хесуса Родригес и Лилиана Фелипе.
В апреле 2023 года ей была вручена медаль Белисарио Домингеса — высшая государственная награда, присуждаемая раз в год Сенатом Мексики.